# 文化采借
文化采借，指某种文化接受经过选择的它种文化特质或文化要素、文化素材的行为过程，借以丰富自己的文化，促进自身发展。
这一概念，首先用于德国民族学中，并被视为文化传播的主要途径之一。一般情况下，采借者均根据自己的价值标准和价值判断，来自觉或不自觉地选择不同的文化素材，并常常通过以直接模仿的形式来实现，并具有某种程度的主动性。由于每一种文化都有自己的文化个性和特殊模式，所以文化采借不是机械地照搬和模仿，而是根据自己民族文化的个性和需要有选择地吸收其它民族文化。文化采借也是文化融合、变迁的过程，它对促进民族文化的发展和进步有积极的意义。